# Stadio metropolitano di Mérida
Lo stadio metropolitano di Mérida è un impianto calcistico di Mérida, in Venezuela. Ubicato nel locale complesso sportivo delle Cinco Águilas Blancas, con una capienza di 42 200 spettatori è il quarto stadio del paese.
I lavori di edificazione dell'Estadio Metropolitano iniziarono nel 2005, in vista della Copa América 2007, in programma in Venezuela. Nello stesso 2005, il 7 dicembre, l'impianto fu temporaneamente inaugurato (con una sola tribuna su 4 edificata) per i Juegos Nacionales Andes 2005, in programma proprio a Mérida.
Dopo l'evento i lavori ripresero e il 25 maggio 2007 il Metropolitano fu finalmente inaugurato completo, con la sfida amichevole tra la nazionale venezuelana e l'Honduras.
Circa un mese dopo, il 26 giugno, l'impianto ha ospitato la prima delle gare di Copa América ivi in programma (e la prima del torneo, per quanto la cerimonia di apertura si sia tenuta all'Estadio Polideportivo de Pueblo Nuevo di San Cristóbal), quella tra Perù e Uruguay (vinta 3-0 dagli andini).
Il 3 luglio vi si sono svolte altre due gare del gruppo A, prima Perù-Bolivia (finita 2-2), poi Venezuela-Uruguay.

## Galleria d'immagini

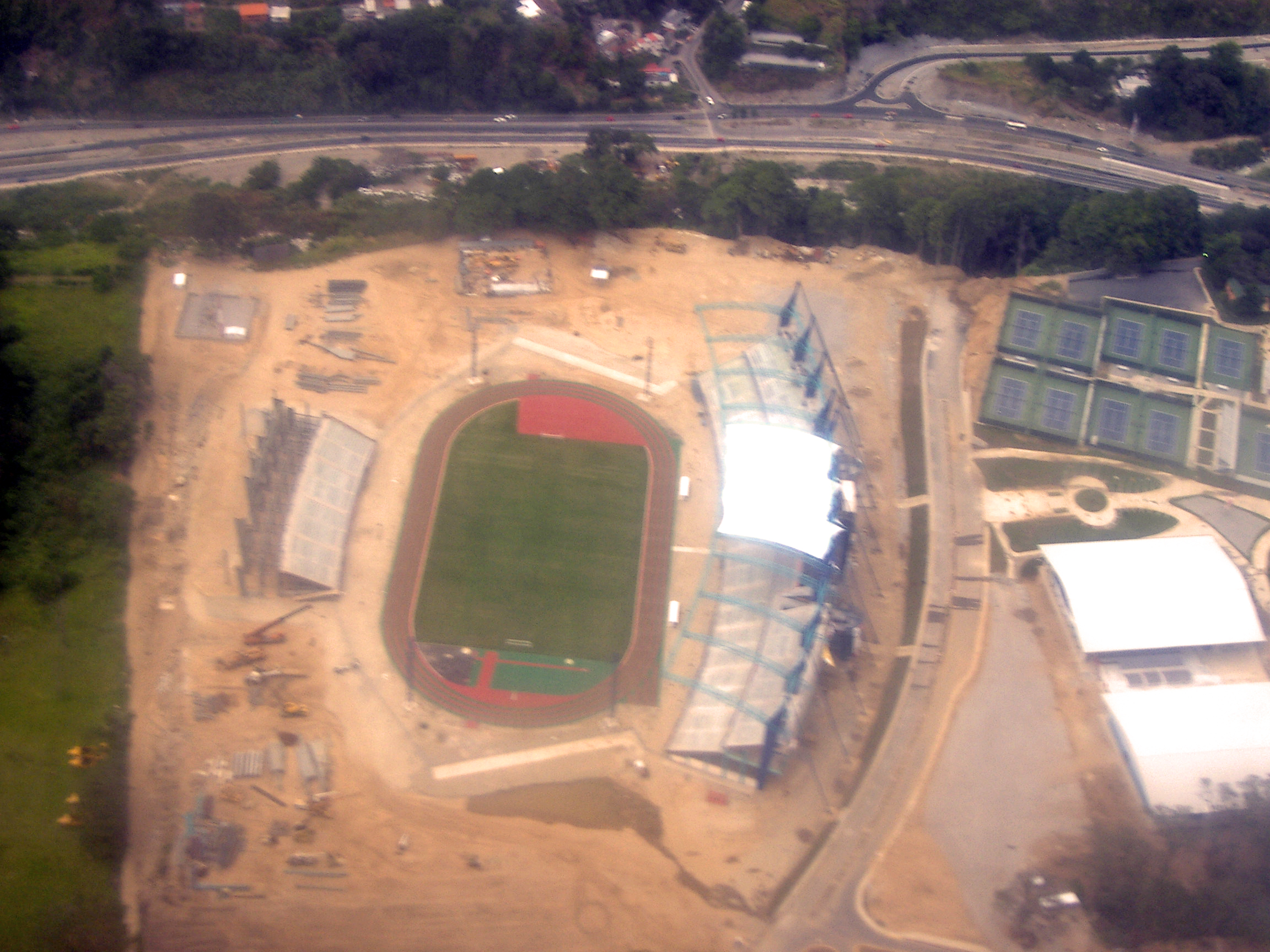
Veduta aerea del Metropolitano in costruzione
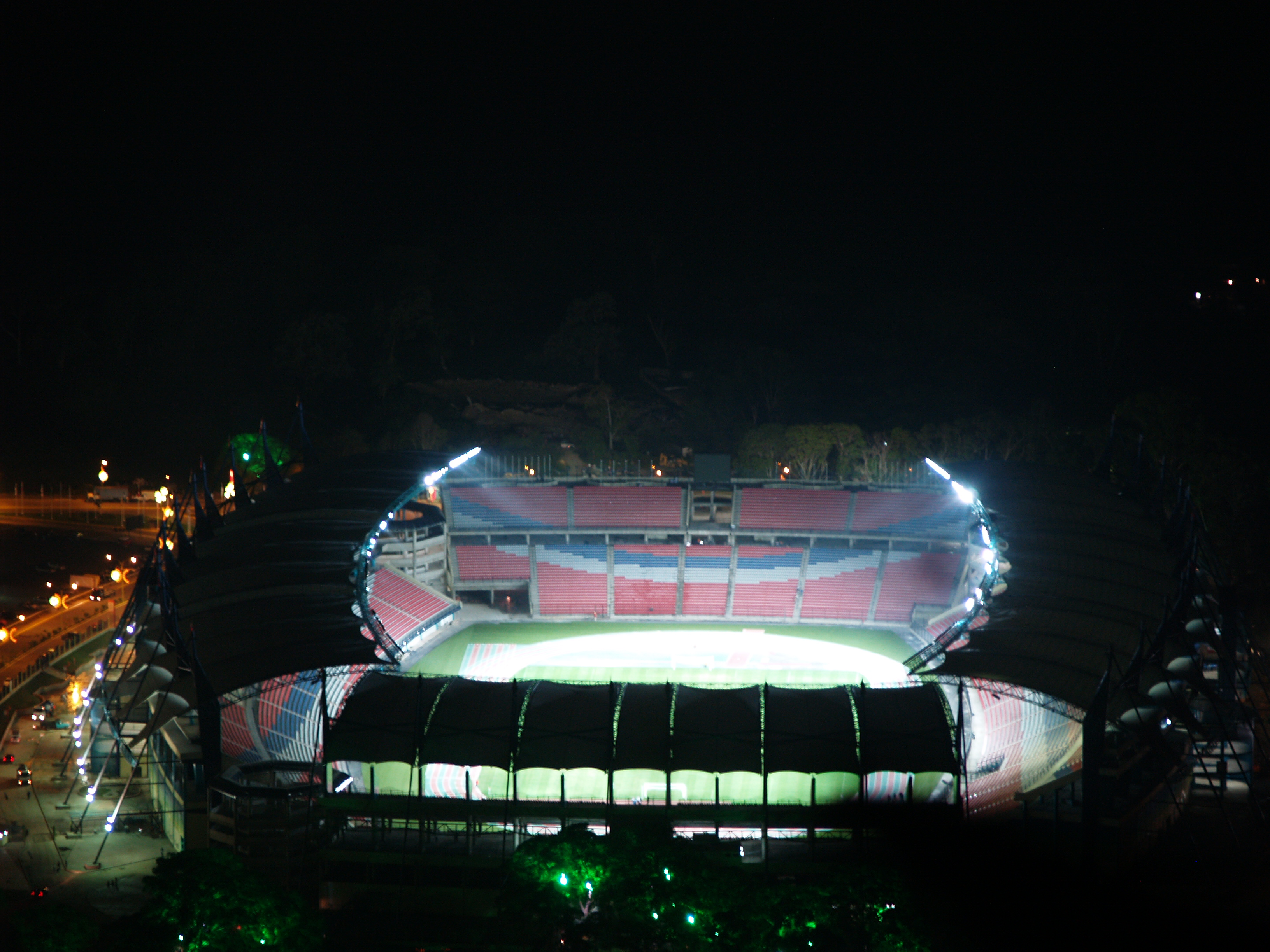
Panoramica notturna del Metropolitano